# Константиновский район (Московская область)
Константиновский район — административно-территориальная единица в составе Московской области РСФСР, существовавшая в 1929—1957 годах.
Константиновский район образован 12 июля 1929 года в составе Кимрского округа Московской области на части территории бывших Сергиевского и Ленинского уездов Московской губернии. В состав района вошли следующие сельсоветы:
- из Сергиевского уезда:
  - из Ерёминской волости: Лихенинский;
  - Из Константиновской волости: Агинтовский, Бобошинский, Богородский, Дмитровский, Кисляковский, Козловский, Константиновский, Кузьминский, Кучковский, Махринский, Машутинский, Михалевский, Никульский, Овчинниковский, Окаёмовский, Самотовинский, Сковородинский, Тарсеевский, Тереховский, Шеметовский;
  - из Федорцевской волости: Веригинский, Заболотьевский, Калошинский, Мергусовский, Полубарский, Смолинский, Федорцевский, Шепелевский;
  - из Хребтовской волости: Власовский, Новошурмовский, Новский, Сальковский, Селковский, Трёхселищенский, Хребтовский.
- из Ленинского уезда:
  - из Гарской волости: Нушпольский;
  - из Семёновской волости: Гор-Пневицкий.

20 мая 1930 года Нушпольский с/с был передан в Ленинский район, а Гор-Пневицкий — в Нерльский район.
На 1 января 1931 года территория района составляла 729 км², а население — 25 646 человек. Район включал 36 сельсоветов и 172 населённых пункта.
17 июля 1939 года были упразднены Агинтовский, Бобошинский, Калошинский, Лихенинский, Махринский, Машутинский, Мергусовский, Михалевский, Овчинниковский, Окаёмовский, Полубарский, Сальковский, Смолинский, Тарсеевский, Тереховский, Трехселищенский и Шепелевский с/с.
На 1 января 1953 года в районе было 19 сельсоветов: Богородский, Веригинский, Власовский, Дмитровский (центр — с. Ченцы), Заболотьевский, Кисляковский, Козловский, Константиновский, Кузьминский, Кучковский, Никульский, Ново-Шурмовский, Новский, Самотовинский, Селковский, Сковородинский (центр — с. Закубежье), Федорцевский, Хребтовский, Шеметовский.
14 июня 1954 года были упразднены Власовский, Кисляковский, Козловский, Кучковский, Никульский, Новский, Самотовинский и Федорцевский с/с. Дмитровский и Шеметовский с/с объединились в Ченцовский с/с, а Сковородинский с/с был переименован в Закубежский.
7 декабря 1957 года Константиновский район был упразднён. При этом его территория была включена в состав Загорского района.